# Апий Клавдий Юлиан
Апий Клавдий Юлиан (на латински: Appius Claudius Iulianus) е политик и сенатор на Римската империя през 3 век.
Юлиан е суфектконсул между 200/210 г. След това при Каракала или при Елагабал става проконсул на римската провинция Африка. През 224 г. Юлиан е редовен консул заедно с Гай Брутий Криспин. Същата година той става Praefectus urbi (градски префект на Рим).